# 대한민국 형사소송법 제16조의2
대한민국 형사소송법 제16조는 사건의 군사법원 이송에 대한 형사소송법의 조문이다.

## 조문
제16조의2(사건의 군사법원 이송) 법원은 공소가 제기된 사건에 대하여 군사법원이 재판권을 가지게 되었거나 재판권을 가졌음이 판명된 때에는 결정으로 사건을 재판권이 있는 같은 심급의 군사법원으로 이송한다. 이 경우에 이송전에 행한 소송행위는 이송후에도 그 효력에 영향이 없다.  <개정 1987.11.28.>[본조신설 1973.1.25.]

第16條의2(事件의 軍事法院 移送)法院은 公訴가 提起된 事件에 對하여 軍事法院이 裁判權을 가지게 되었거나 裁判權을 가졌음이 判明된 때에는 決定으로 事件을 裁判權이 있는 같은 審級의 軍事法院으로 移送한다. 이 境遇에 移送前에 行한 訴訟行爲는 移送後에도 그 效力에 影響이 없다.  <개정 1987.11.28.> [本條新設 1973.1.25.]

## 참조 조문
제2조(관할위반과 소송행위의 효력) 소송행위는 관할위반인 경우에도 그 효력에 영향이 없다.

## 판례
피고인이 군인이라는 사실이 인정되면 군사법원에 이송해야지 공소기각 판결을 선고하여서는 안 된다

## 참고 문헌
- 손동권 신이철, 새로운 형사소송법(초판, 2013), 세창, 2013. ISBN 9788984114081

## 같이 보기
- 군사법원
- 군형법
- 관할
- 토지관할
- 대한민국 형사소송법 제2조
- 대한민국 형사소송법 제256조의2